# Begatal
Das Naturschutzgebiet Begatal liegt auf dem Gebiet der Gemeinde Dörentrup und der Städte Barntrup und Lemgo im Kreis Lippe in Nordrhein-Westfalen.
Das aus vier Teilflächen bestehende Gebiet erstreckt sich östlich der Kernstadt Lemgo über Dörentrup und Barntrup entlang der Bega, eines rechten Nebenflusses der Werre. Die Bahnstrecke Bielefeld–Hameln bildet teilweise die Grenze und verläuft teilweise im Gebiet.

## Bedeutung
Für Barntrup, Dörentrup und Lemgo ist seit 1996 ein 501 ha großes Gebiet unter der Kenn-Nummer LIP-036 als Naturschutzgebiet ausgewiesen. 